# Kościół św. Gawła w Turanach
Kościół św. Gawła (słow. Kostol svätého Gála) – gotycka, rzymskokatolicka świątynia parafialna znajdująca się w słowackim mieście Turany.

## Historia
Kościół wzniesiono w 1300 lub 1304 roku na miejsku świątyni z roku 1157. W czasach husyckich kościół otoczono kamiennym murem. W pożarze z 1636 zniszczony został gotycki ołtarz. Pożary niszczyły budynek również w 1708 i 1796 roku, w 1942 kościół wyremontowano. Świątynia, otaczający ją cmentarz, dzwonnica i kamienny mur są wpisane na listę zabytków.

## Architektura
Świątynia gotycka, jednonawowa, długa na 18,6 m i szeroka na 9,5 m. Budynek stoi na lekkim wzniesieniu, doświetlają go ostrołukowe okna. Nawa przykryta jest drewnianym stropem z 1942 roku. Wieża z zegarem przykryta jest niewysokim dachem namiotowym, dawniej wieńczył ją hełm cebulasty. Wnętrze zdobi gotycki ołtarz szafiasty, przewieziony na tratwie z terenów diecezji spiskiej. Na jego szczycie ustawiono barokową figurę Matki Bożej Wniebowziętej adorowanej przez dwa anioły. Ołtarz sygnowany jest imieniem Vincentius. Organy pochodzą z 1950 roku. Przed kościołem ustawiono dzwonnicę z dwoma dzwonami.

## Galeria

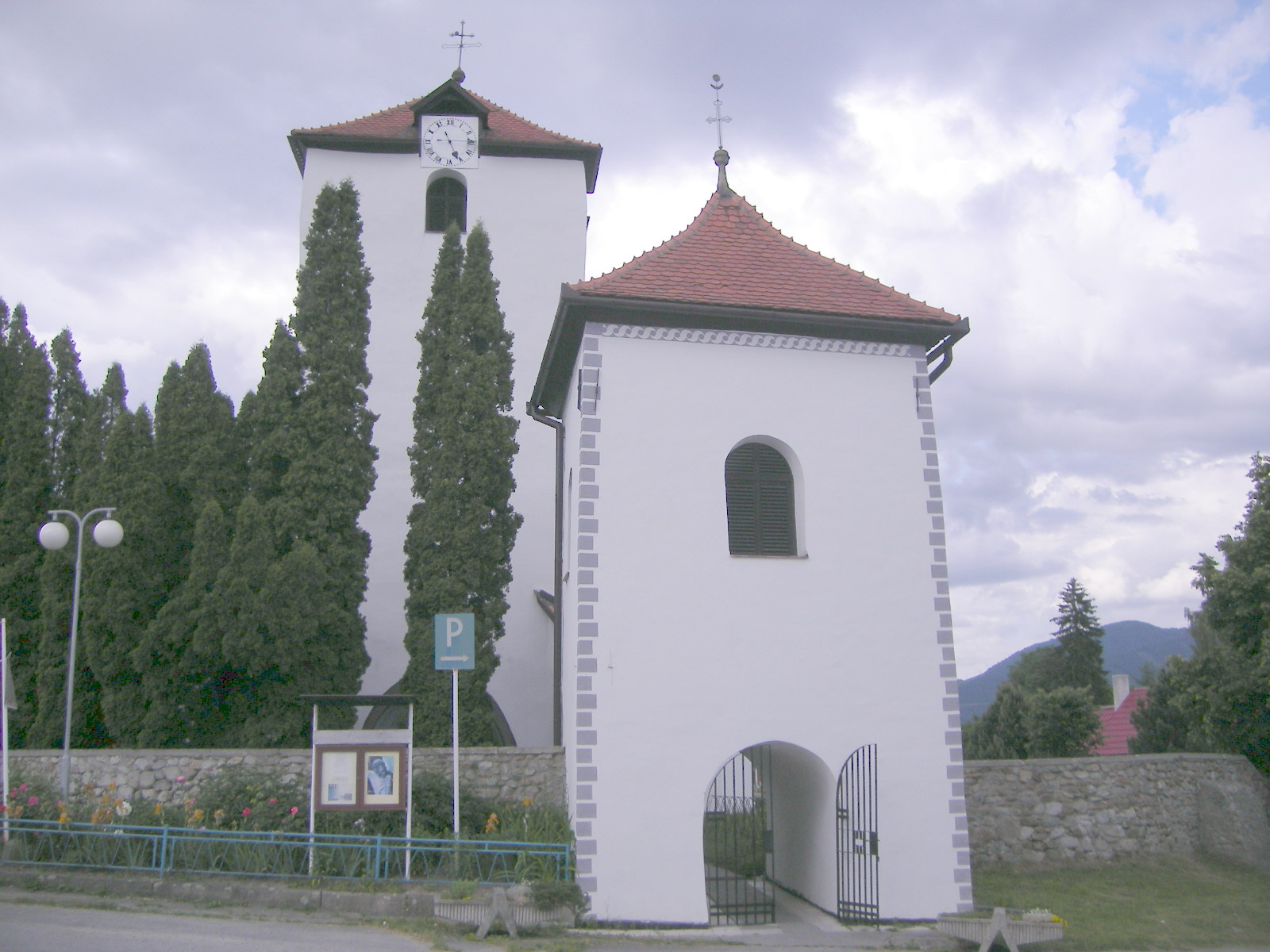
Dzwonnica, widok ze wschodu
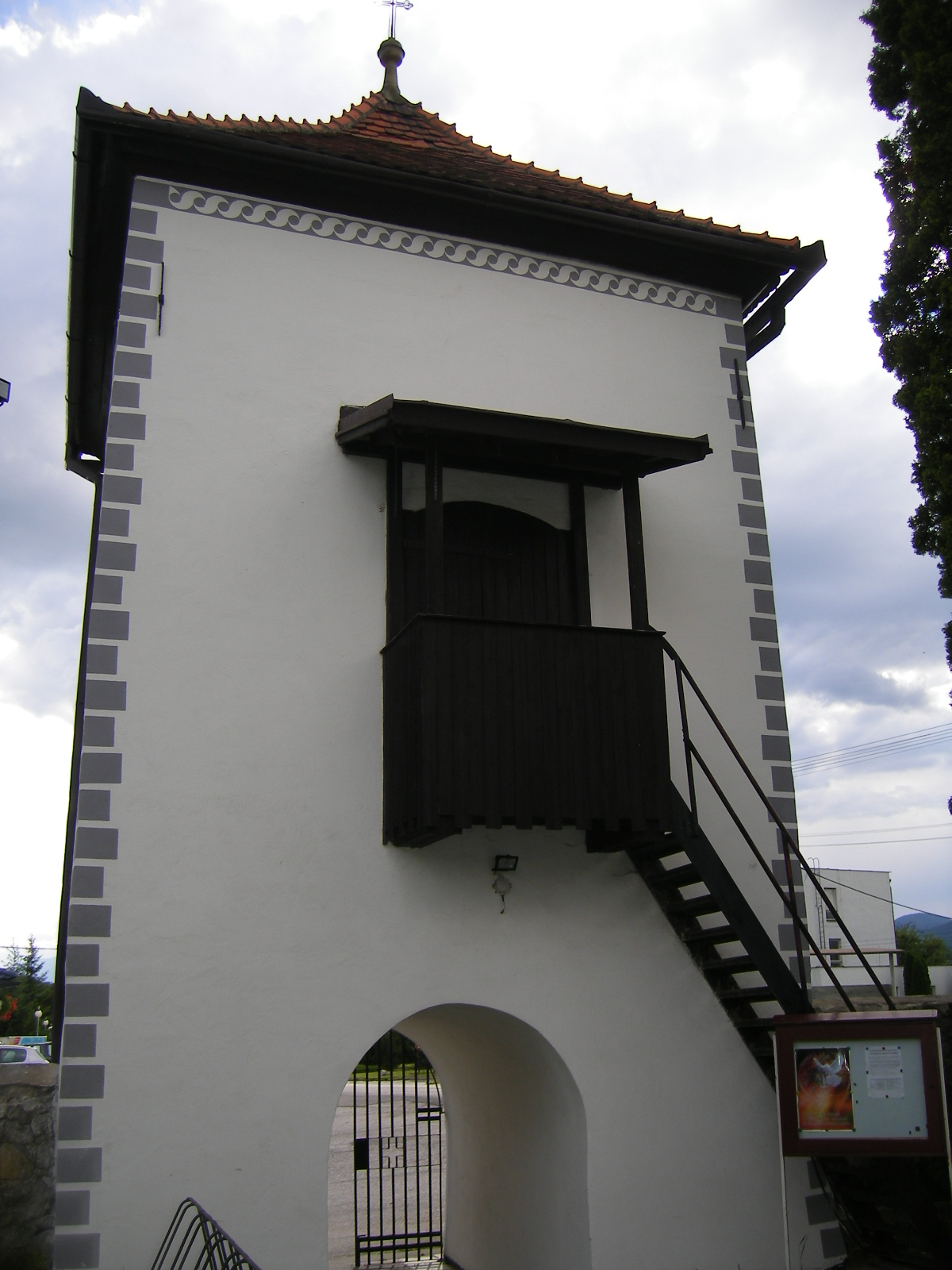
Dzwonnica, widok z zachodu
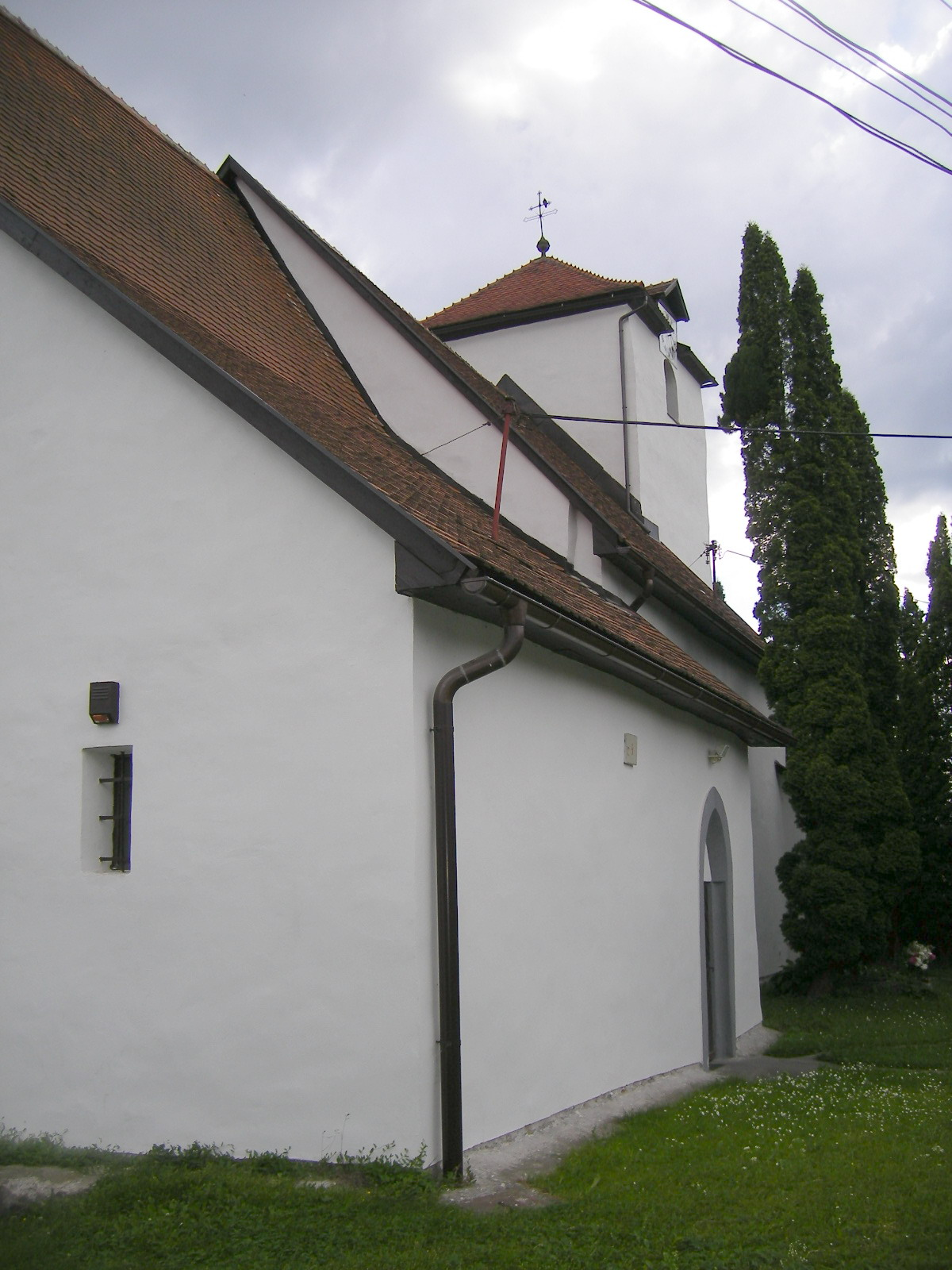
Widok na kościół z północnego zachodu